# Fehérgyarmat
Fehérgyarmat je město v župě Szabolcs-Szatmár-Bereg ve východním Maďarsku. Město leží asi 59 kilometrů od Nyíregyházy. Rozkládá se na území o rozloze 52,46 km² a podle sčítání z roku 2014 v něm žije 8051 obyvatel.

## Osobnosti
- Szilárd Borbély (1963–2014), spisovatel
- Gergely Karácsony (* 1975), politik, politolog a premiér Budapešti

## Partnerská města
- Skydra, Řecko
- Nisko, Polsko
- Livada Mică, Rumunsko
- Kamenný Most, Slovensko
- Vynohradiv, Ukrajina

## Galerie

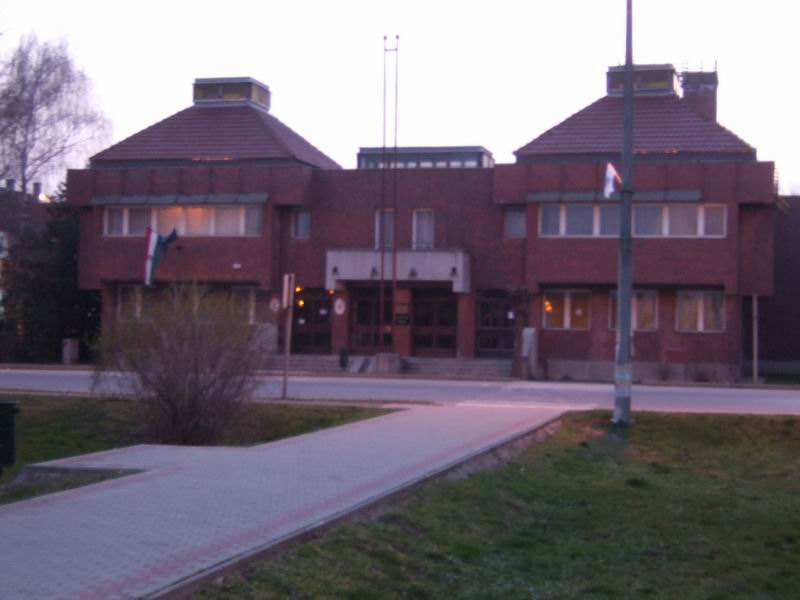
Radnice
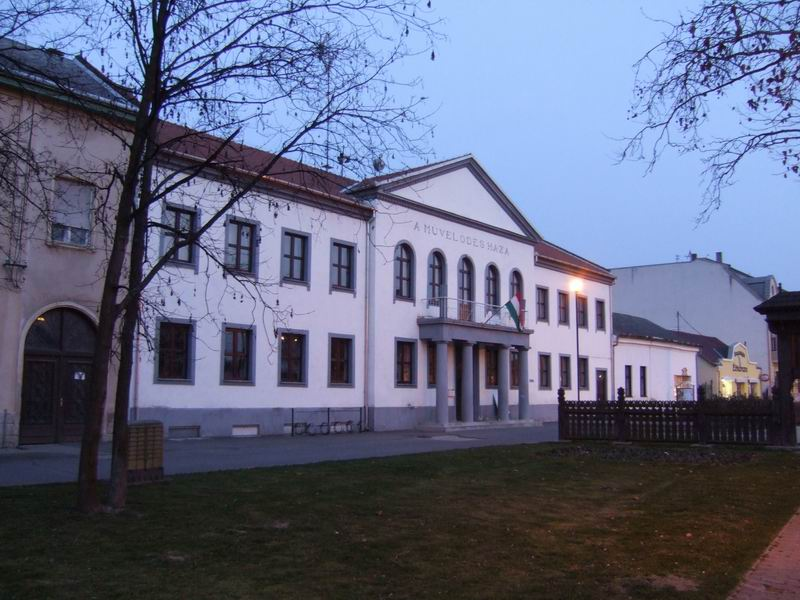
Kulturní dům
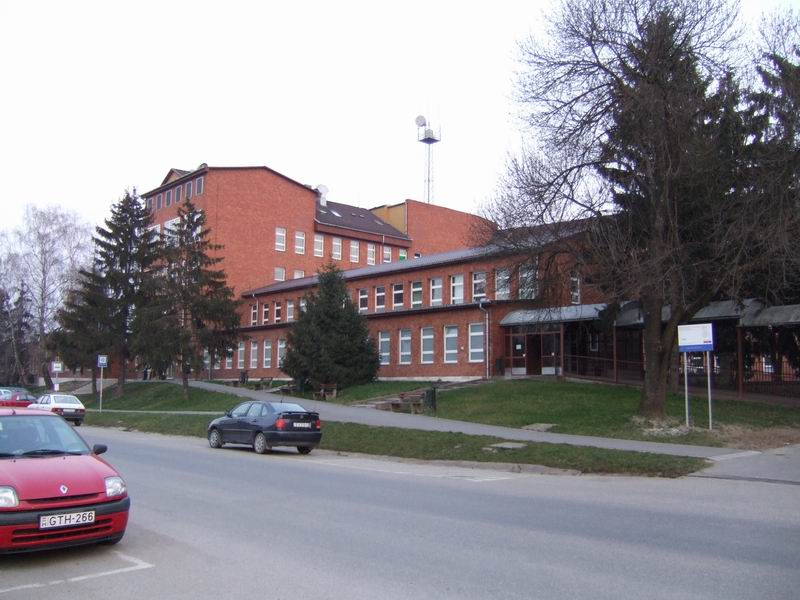
Nemocnice
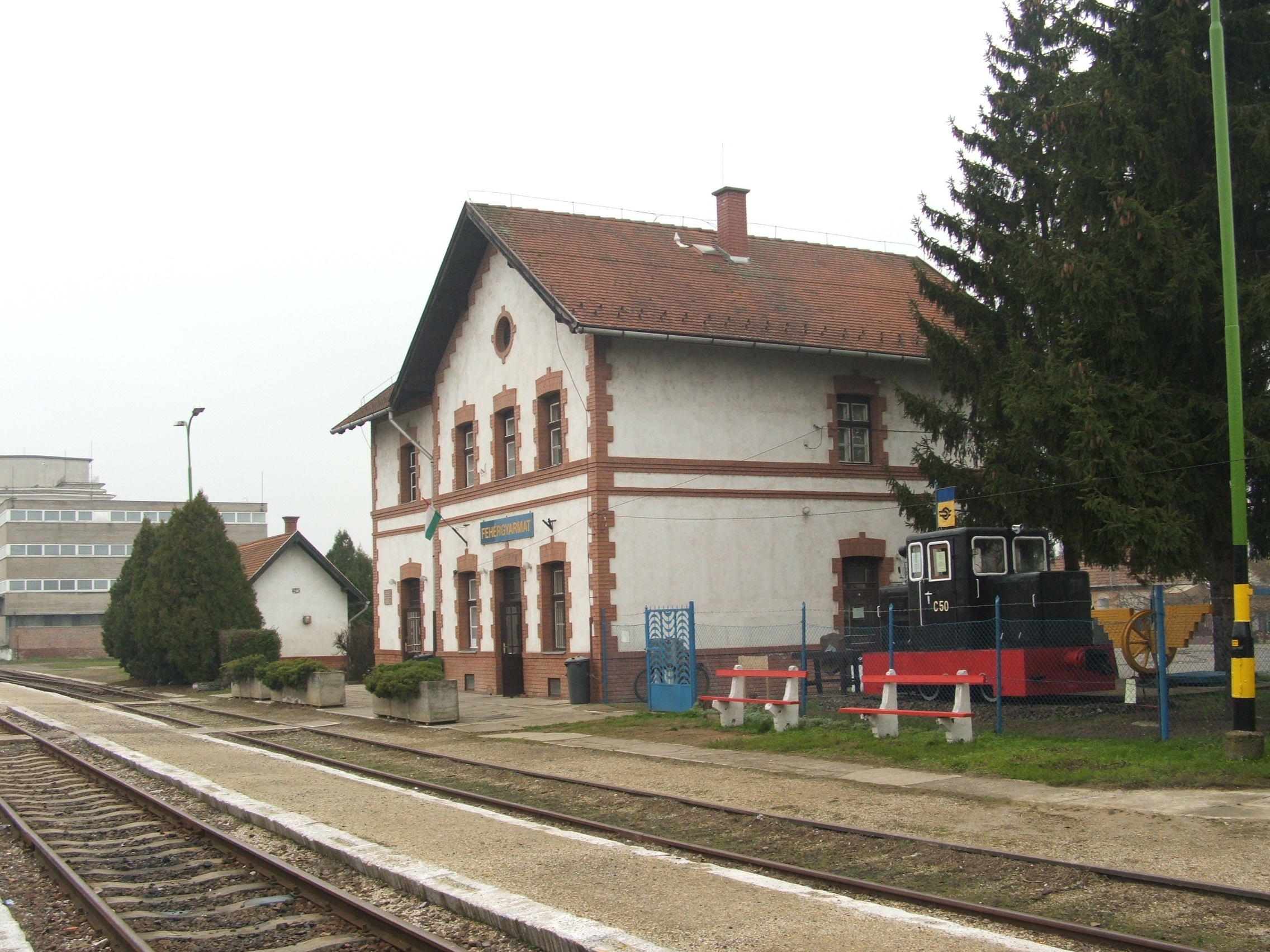
Železniční stanice